# Judas (Chronist)
Judas war ein im frühen 3. Jahrhundert lebender christlicher Schriftsteller.
Judas wird von dem spätantiken Bischof und Kirchenhistoriker Eusebios von Kaisareia in dessen Kirchengeschichte erwähnt:
Um diese Zeit gab Judas, ein anderer Schriftsteller, in einer Abhandlung über die siebzig Wochen Daniels eine Chronographie bis zum zehnten Jahre der Regierung des Severus. Er glaubte, das vielbesprochene Erscheinen des Antichrist sei schon damals nahe gewesen. So sehr hatte die damals gegen uns wütende Verfolgung die Gemüter der Massen erregt.
Offenbar auf Grundlage der Schilderung bei Eusebios, berichtet Hieronymus knapp über den Autor. Judas verfasste demnach eine christliche Chronik, die bis zum zehnten Jahr des Kaisers Septimius Severus reichte (202/203) und anscheinend in Form eines Kommentars zum Buch Daniel im Hinblick auf die angeblich nahende Endzeit verfasst war. Er dürfte das Werk kurz darauf veröffentlicht haben. In der Forschung wurde auch die Vermutung geäußert, dass das Schlussdatum der Judas-Chronik das Jahr 148 darstellen könnte. Jedenfalls war sein Werk offenbar älter als die bekannte christliche Weltchronik des Sextus Iulius Africanus. Es muss allerdings offenbleiben, ob Africanus das Werk des Judas benutzt hat.
Siehe dazu auch Nr. 261 in Die Fragmente der griechischen Historiker (griechischer Text und Kommentar von Felix Jacoby) bzw. Brill’s New Jacoby (Text, englische Übersetzung, Kommentar und biographische Skizze von Robert M. Frakes).